# Holochelus serrifunis
Holochelus serrifunis är en skalbaggsart som beskrevs av Sylvain Auguste de Marseul 1879. Holochelus serrifunis ingår i släktet Holochelus och familjen Melolonthidae. Inga underarter finns listade i Catalogue of Life.